# Place de l'Orient
La place de l'Orient, ou en espagnol : plaza de Oriente, est une place de Madrid (Espagne) se situant entre le palais royal et le théâtre royal. 

## Description
Il y a un jardin avec des statues de rois et une fontaine représentant le roi Philippe IV à cheval. Une série de petits bars et terrasses typiques bordent le côté théâtre royal en forme de demi-cercle.

## Histoire
Sa création remonte à Joseph Bonaparte, Joseph I d'Espagne. 

Monument équestre à Philippe IV
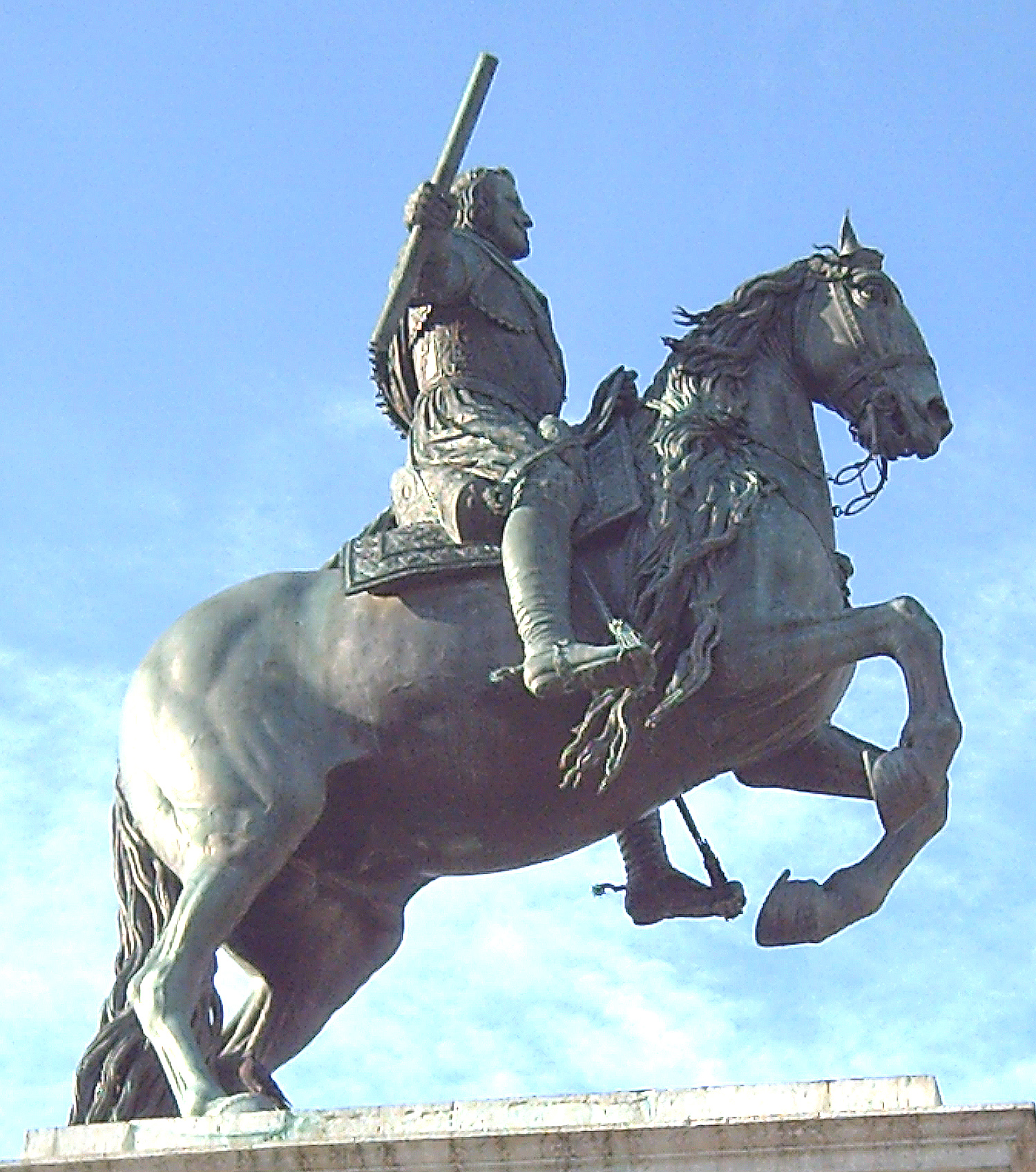
Monument équestre à Philippe IV (statue de Pietro Tacca, 1634-1640).
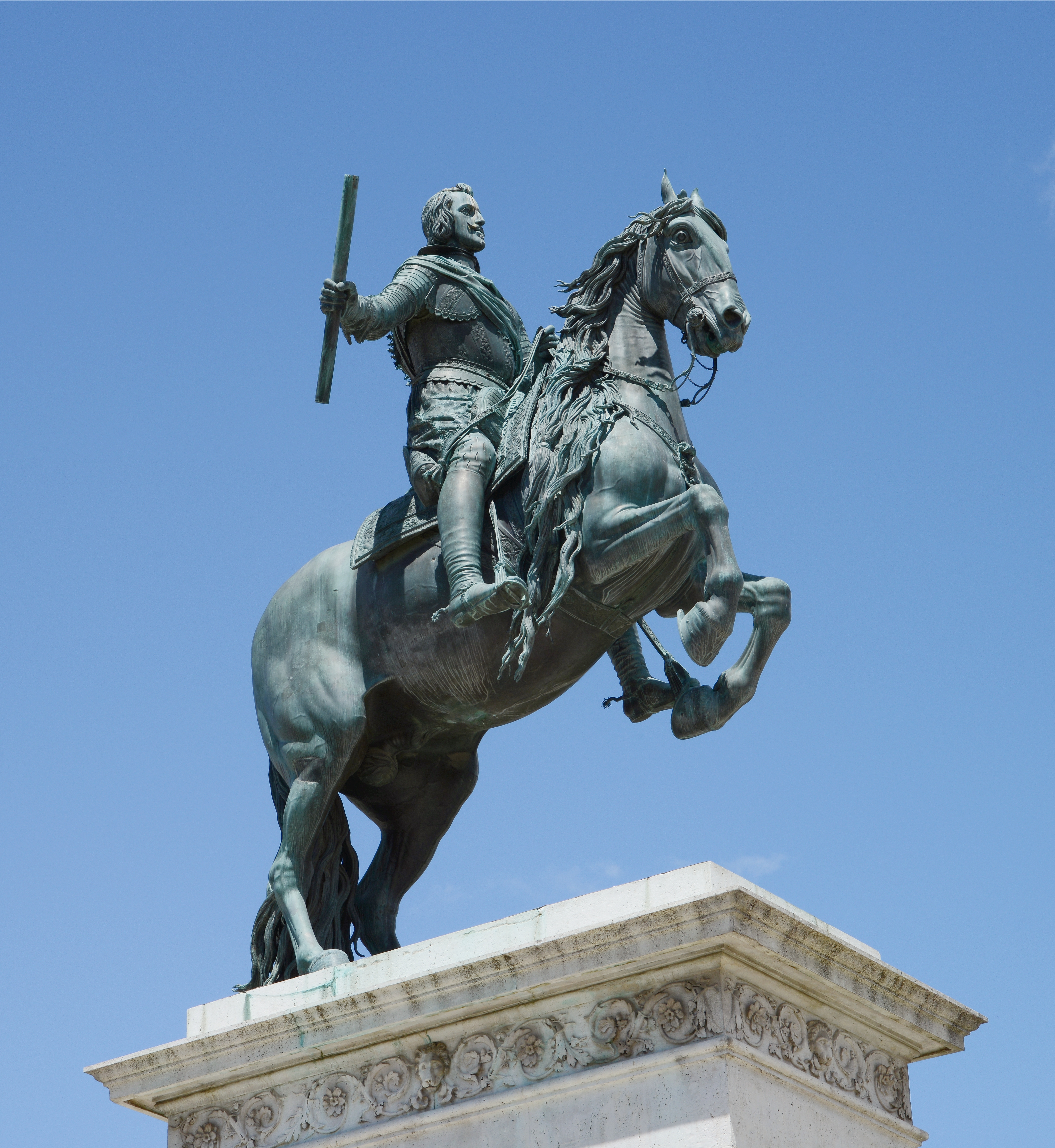
Monument à Philippe IV.

### Articles liés
- Histoire de Madrid